# Serhij Szewczenko (1958–2024)
Serhij Wasylowycz Szewczenko (ukr. Сергій Васильович Шевченко, ros. Сергей Васильевич Шевченко, Siergiej Wasiljewicz Szewczenko; ur. 4 marca 1958 w Chersoniu, zm. 23 marca 2024) – ukraiński piłkarz, grający na pozycji pomocnika, trener piłkarski.

## Kariera piłkarska

### Kariera klubowa
Karierę piłkarską rozpoczął w miejscowym klubie Krystał Chersoń. Występował również w klubach Greniczyruł Gordiany, Nistru Kiszyniów, Zaria Bielce, SK Odessa i Sudnobudiwnyk Mikołajów. W 1991 ukończył karierę piłkarską.

## Kariera trenerska
Po zakończeniu kariery piłkarskiej w 1992 rozpoczął pracę trenerską na stanowisku trenera w klubie Meliorator Kachowka. Potem trenował kluby Krystał Chersoń, Naftowyk-Ukrnafta Ochtyrka oraz IhroSerwis Symferopol. Kiedy latem 2009 IhroSerwis Symferopol zrezygnował z występów na poziomie profesjonalnym powrócił na stanowisko trenera w klubie Naftowyk-Ukrnafta Ochtyrka. W czerwcu 2010 zmienił klub na PFK Sewastopol, ale po nieudanych występach jego podopiecznych (1 pkt w ostatnich 6 meczach) 12 września 2010 został zwolniony z zajmowanego stanowiska.

## Sukcesy i odznaczenia

### Sukcesy trenerskie
- mistrz Drugiej Lihi: 1998
- mistrz Pierwszej Lihi: 2007